# Yetbarek
 Yetbarak ou Za el Maknoun (mort en 1268). Dernier souverain d'Éthiopie de la dynastie Zagoué. Selon certaines hypothèses il aurait règne de 1260 à 1268.  
D'après la tradition, vers le milieu du XIIIe siècle, un certain Yekouno Amlak qui régnait sur le Choa, descendant du dernier roi de la Dynastie salomonide, prend la tête de la révolte contre les Zagoué et leur dernier roi Yetbarak, un fils de Gebre Mesqel Lalibela, qui est tué dans un combat en 1268 . 